# Gerald Diduck
Gerald Mark Diduck (* 6. April 1965 in Edmonton, Alberta) ist ein ehemaliger kanadischer Eishockeyspieler, der im Verlauf seiner aktiven Karriere zwischen 1981 und 2001 unter anderem 1046 Spiele für die New York Islanders, Canadiens de Montréal, Vancouver Canucks, Chicago Blackhawks, Hartford Whalers, Phoenix Coyotes, Toronto Maple Leafs und Dallas Stars in der National Hockey League auf der Position des Verteidigers bestritten hat. Mit den Vancouver Canucks erreichte Diduck die Finalspiele der Stanley-Cup-Playoffs 1994. Seine jüngere Schwester Judy war ebenfalls Eishockeyspielerin und gewann in ihrer Karriere vier Weltmeistertitel.

## Karriere
Diduck spielte während seiner Juniorenzeit zwischen 1981 und 1984 für die Lethbridge Broncos in der Western Hockey League, mit denen er 1983 den President’s Cup gewann. Im selben Jahr wurde er im NHL Entry Draft 1983 in der ersten Runde an 16. Stelle von den New York Islanders aus der National Hockey League ausgewählt. Diese holten ihn zum Ende der Saison 1983/84 in den Kader ihres Farmteams, den Indianapolis Checkers. Diese unterstützte er im restlichen Verlauf der Play-offs, ehe ihm zur Saison 1984/85 im Alter von 19 Jahren der Sprung in den NHL-Kader der Islanders gelang.
Mit Ausnahme der Spielzeiten 1985/86 und 1986/87, als er große Teile in der American Hockey League bei den Springfield Indians verbrachte, gehörte der Verteidiger bis zum Ende der Saison 1989/90 zum Stammkader New Yorks. Im September 1990 transferierten ihn die Islanders im Tausch für Craig Ludwig zu den Canadiens de Montréal. Da Diduck seinen Spielstil aber nie an den der Canadiens anpassen konnte, bestritt er nur 32 Spiele für die Franko-Kanadier und wurde noch im Januar 1991 für ein Viertrunden-Wahlrecht im NHL Entry Draft 1991 an die Vancouver Canucks abgegeben. An der kanadischen Westküste wurde der Abwehrmann für die folgenden vier Jahre ein fester Bestandteil der Defensive. In der Saison 1993/94 erreichten die Canucks mit ihm das Finale um den Stanley Cup, das sie allerdings gegen die New York Rangers verloren. Nach einem von Verletzungen geplagten Spieljahr 1994/95 wechselte der Kanadier kurz vor der Trade Deadline zu den Chicago Blackhawks, die im Gegenzug ein Drittrunden-Wahlrecht im NHL Entry Draft 1995 und den ukrainischen Nachwuchsspieler Bohdan Sawenko an die Canucks abgaben. Diducks Zeit in Chicago endete aber bereits nach dem Ausscheiden in den Play-offs in derselben Saison, da er sich als Free Agent den Hartford Whalers anschloss.
Für die Whalers lief der Verteidiger fast zwei Jahre auf, ehe ihn ein erneutes Transfergeschäft kurz vor Schließung des Wechselfensters der Saison 1996/97 im Tausch für Chris Murray zu den Phoenix Coyotes führte. Den Coyotes blieb der Abwehrspieler bis zum Ende der Spielzeit 1998/99 treu. Nachdem er in der Folge zunächst keinen neuen Arbeitgeber gefunden hatte, verpflichtete sich Diduck im kanadischen Eishockeyverband Hockey Canada und absolvierte dort bis zum Februar 2000 eine Vielzahl von Spielen für das Team Canada, darunter auch der Spengler Cup 1999. Anfang Februar 2000 schloss er sich dann – abermals als Free Agent – den Toronto Maple Leafs an, die auf der Suche nach einem erfahrenen Mann für die Defensive gewesen waren. Bereits im Oktober desselben Jahres trennten sich die Maple Leafs aber wieder von ihm und gaben ihn an die Dallas Stars ab. Aufgrund einer schweren Verletzung, die er im Dezember erlitten hatte, beschränkten sich seine Einsätze auf lediglich 14. Am Ende der Spielzeit 2000/01 beendete Diduck schließlich seine aktive Karriere.

### International
Diduck nahm lediglich mit der kanadischen U20-Nationalmannschaft an einem großen internationalen Turnier teil. Bei der Junioren-Weltmeisterschaft 1984 belegte er den vierten Rang. Dabei blieb er in sieben Turnierspielen punktlos. Für die A-Nationalmannschaft lief der Verteidiger lediglich in einigen Testspielen im Jahr 1999 auf. Darunter fiel auch die Teilnahme am traditionsreichen Spengler Cup, bei der das Team Canada im Jahr 1999 den dritten Rang belegte.

## Erfolge und Auszeichnungen
- 1983 President’s-Cup-Gewinn mit den Lethbridge Broncos

## Karrierestatistik

### International
Vertrat Kanada bei:
- Junioren-Weltmeisterschaft 1984

(Legende zur Spielerstatistik: Sp oder GP = absolvierte Spiele; T oder G = erzielte Tore; V oder A = erzielte Assists; Pkt oder Pts = erzielte Scorerpunkte; SM oder PIM = erhaltene Strafminuten; +/− = Plus/Minus-Bilanz; PP = erzielte Überzahltore; SH = erzielte Unterzahltore; GW = erzielte Siegtore; 1 Play-downs/Relegation; Kursiv: Statistik nicht vollständig)